# Codex Phimarconensis
Le Codex Phimarconensis est constitué de trois fragments : Paris, Bibliothèque nationale de France, Latin 11641 / Saint-Pétersbourg, Bibliothèque nationale de Russie, Lat.F.papyr. I.1 / Genève, Bibliothèque de Genève, Ms. lat. 16.
Ces trois fragments de Paris, Saint-Pétersbourg et Genève représentent les parties restantes d’un manuscrit de la fin VIIe, début du VIIIe siècle, rassemblant des sermons et des lettres de saint Augustin (354-430 ; évêque d’Hippone de 396 à 430).
Ce manuscrit a intrigué les chercheurs pour plusieurs raisons. Tout d’abord, à cause de ses composants mixtes, c’est-à-dire le parchemin et le papyrus. Ensuite, l’écriture en onciale et semi-onciale, mais aussi les annotations du IXe siècle par Florus de Lyon. Et finalement, l’importance ecdotique comme un des plus anciens manuscrits des œuvres de saint Augustin.

## Description
Le manuscrit était composé, à l’origine, d’au moins 30 cahiers (entre 304 et 308 feuillets). 16 cahiers sont arrivés jusqu’à nous, les autres ont disparu.
Les supports du manuscrit sont doubles. Il est constitué à la fois de parchemin et de papyrus et représente un des exemples les plus tardifs d’utilisation mixte de ces deux supports. Le bifolio extérieur des cahiers est en parchemin et les quatre autres bifolios, à l’intérieur, sont en papyrus.
Ce manuscrit est écrit dans une onciale par une main de la fin du VIIe ou du début du VIIIe siècle. On voit l’apparition de semi-onciales sous influence insulaire dans le fragment de Paris (f. 7v et 8r), bien que ce soit toujours de la même main.

### Manuscrit de Paris
La partie du manuscrit de Paris contient 8 cahiers (63 feuillets). Ce sont les cahiers 4 à 11 du manuscrit originel.

### Fragment de Saint-Pétersbourg
L’unique feuillet conservé à Saint-Pétersbourg, contenant 29 lignes, était, à l’origine, placé entre les feuillets 26 et 27 du fragment de Paris, c’est-à-dire le second feuillet du cahier 8.

### Manuscrit de Genève
La partie du manuscrit conservée à Genève comporte 7 cahiers (53 feuillets). Ce sont les cahiers 24 à 30 du manuscrit originel.

## Origine du manuscrit
Le lieu d’origine du manuscrit primitif n’est pas clair, plusieurs théories divergent. Certains penchent pour Lyon et d’autres pour Luxeuil.
L’attribution du manuscrit à Luxeuil tient à certaines formes de son écriture onciale, ainsi qu’à des notes en cursives mérovingiennes, autres que celle de Florus de Lyon, qui correspondent à un type proche de celui dit « de Luxeuil ». Mais ce type de cursives se trouve dans un cercle assez vaste dont Lyon fait aussi partie. Le manuscrit pourrait donc tout aussi bien venir de Lyon ou de sa région.

## Contenu

### Contenu des parties restantes

#### Paris
- f. 2r-v : Minuscule frg. du 1er f. du 4e cahier
- f. 1r-v + 3r-v : epistola 27, ch. 4-6
- f. 3v-6v : epistola 31, ch. 1-6
- f. 7r-8v : epistola 24
- f. 8v-9r : epistola 42
- f. 9r-10r : epistola 45
- f. 10r-15v : epistola 94
- f. 16r-18v : ex epistolis de Pseudo-Augustinus
- f. 18v-19r : epistola 260
- f. 19r-20v : epistola 261, ch. 1-4
- f. 21r-34r : sermon 351, De utilitate agendae paenitentiae

#### Saint-Pétersbourg
- extrait du sermon 351 (à insérer entre les folios 26 et 27 du manuscrit de Paris)

#### Paris
- f. 34r-37v : sermon 392, Ad coniugatos
- f. 38r-42r : sermon 18, De vetere testamento, De versu psalmi 49
- f. 42r-53r : sermon 87, In Matthaeum
- f. 53r-62r : sermon 77, In Matthaeum
- f. 62v-63v : sermon 127, In Iohannem

#### Genève
- f. 1r-1v : sermon 279, ch. 4-6
- f. 2r-4v : sermon 288, ch. 3-5
- f. 5r-8r : sermon 21, ch. 1-2, 4-8 et 9-10
- f. 8r-8v + 10r-12v : sermon 41, ch. 1, 3-5 et 7
- f. 12v-13v + 9r-9v + 14r-15v : sermon 38, ch. 1,1-4,6 et 5,7-8,10
- f. 16r-19r : sermon 20, ch. 1-5
- f. 19r-22v : sermon 358, ch. 1-6
- f. 23r-26v : sermon 99, ch. 2-8
- f. 27r-31v : sermon 359, ch. 3-4 et 5-9
- f. 31v-39v : sermon 81, ch. 1-9
- f. 39v-41v : sermon 194, ch. 1-4
- f. 42r-44v : sermon 374, ch. 1-3
- f. 44v : Item de epiphania : publié sous le nom de Maxime de Turin
- f. 46r-46v : Sermo de die novissimo et de tribus generibus : sermon 352, ch. 1 et 6
- f. 46v-48v : Enarrationes in Psalmos, Psaume 36, sermon 1, ch. 1-3
- f. 48v-49v + 45r-45v : Sermo de fide : De doctrina christiana, livre 1, ch. 9-15
- f. 45v + 50r-52r : Sermo de Evangelio : Enarrationes in Psalmos, Psaume 36, sermon 2, ch. 1, 3-4 et 8
- f. 52r-52v : sermon Mai 14, ch. 1
- f. 53r : Enarrationes in Psalmos, Psaume 84, ch.10
- f. 53r-53v : inscriptions diverses

Les sermons des manuscrits de Paris et Genève font partie de la collection "De paenitentia" qui rassemble 37 sermons de saint Augustin sur l’ancien et le nouveau testament.

### Contenu du manuscrit originel
Les trois parties qu’il nous reste peuvent être complétées par deux autres copies directes du manuscrit originel datant du IXe siècle, copiées peut-être quand l’original se trouvait à Lyon. L’une d’elles se trouve aujourd’hui à Cambridge (University Library, Ms. Additional 3479) et l’autre à Cambrai (Bibliothèque municipale, Ms. 567).
Avant l’epistola 27 du ms. de Paris, la copie de Cambridge nous donne huit epistolae (136, 138, 133, 134, 92A, 173A, 25, 30). Puis, entre le sermon 127 du ms. de Paris et le sermon 279 du ms. de Genève, la copie de Cambridge complète avec treize sermons (342, 270, 357, 292, 296, 180, 344, 300, 105, 67, 176, 52, 24).
La copie qui est aujourd’hui conservée à Cambrai contient, dans ses quatre premières pages, des lettres suivies d’une collection de sermons, « De paenitentia », commençant par le sermon 351 et allant jusqu’au Sermo de Evangelio.
Il n’est pas sûr que les parties additionnelles de Cambridge (f. 152v-214v), suivies d’autres textes de Jérôme (Explanatio de psalmo XLIIII), d’Origenes (Homiliae in Canticum Canticorum), d’autres sermons d’Augustin et de quelques autres lectures anonymes, proviennent du Codex Phimarconensis initial ; il est plus probable qu’elles aient été transcrites d’un autre manuscrit.

## Histoire du manuscrit

### Introduction
La datation de la séparation du manuscrit original en plusieurs parties n’est pas claire. Il semble qu’il ait encore été entier lorsqu’il fut retranscrit en minuscules carolines à Lyon par deux copistes (voir 3.2.) et lorsqu’il appartenait à la bibliothèque de Florus de Lyon.

### Florus de Lyon

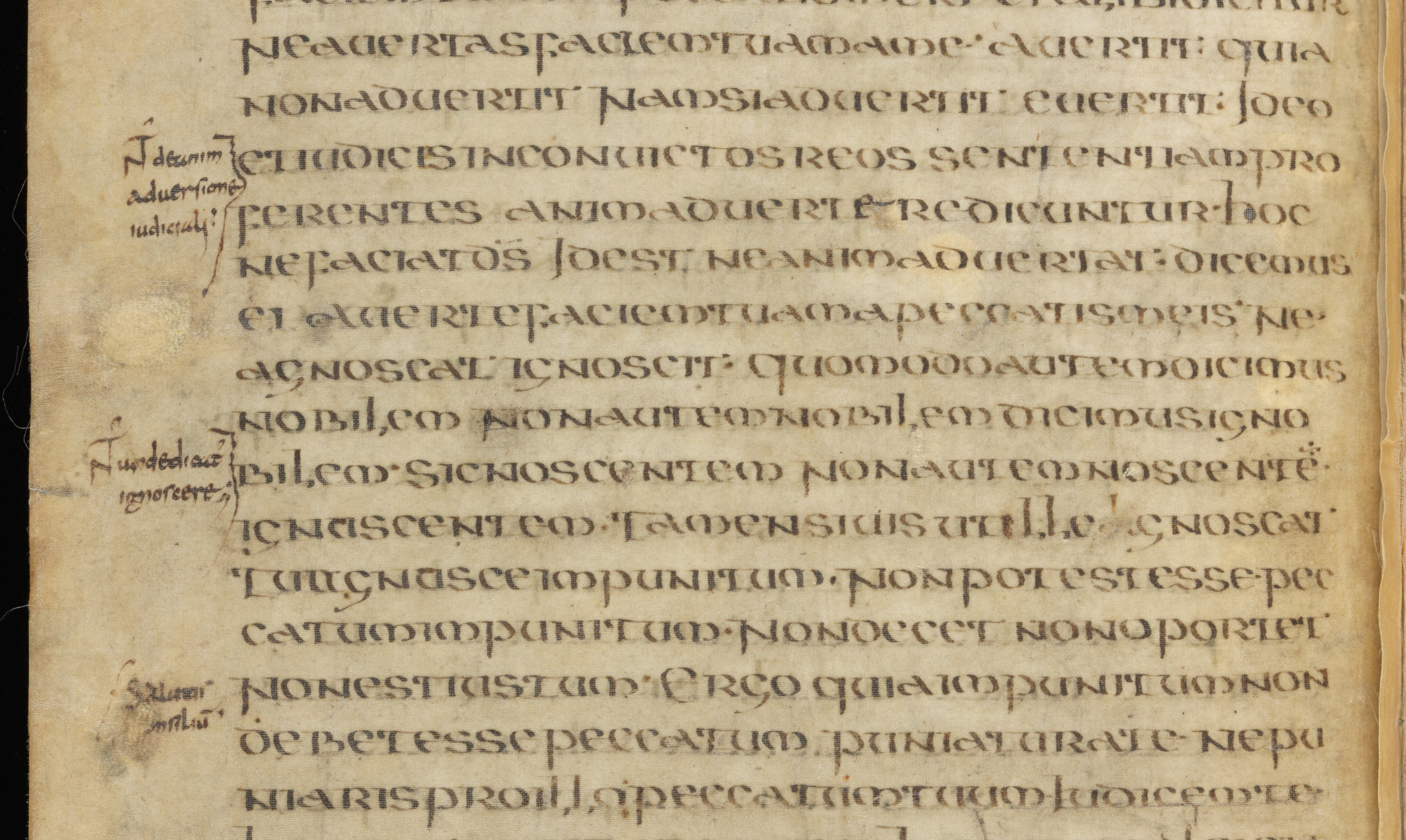
Annotations de Florus de Lyon, fol. 16v

Florus de Lyon (v. 810 – v. 860) fut un des plus grands savants de son temps. En plus d’être un grand collectionneur, il était aussi auteur. Son érudition et son mode de travail ont laissé de nombreuses remarques personnelles et corrections trouvées dans environ quarante manuscrits qui faisaient partie de sa bibliothèque. On trouve les remarques personnelles de Florus surtout dans le manuscrit de Genève, mais aussi dans le fragment de Saint-Pétersbourg. Dans les deux exemples ci-contre, on voit une des particularités des annotations de Florus, c’est-à-dire le sigle Nota, qui était usuel pendant l’époque carolingienne et qui introduit le commentaire à encadrement. Ce sigle ligature le N et le T et il est surmonté d’une sorte d’apostrophe qui pourrait être identifiée au o de Nota.

### Manuscrit de Paris
Le ms. de Paris réapparaît en possession de la famille Fimarcon à la fin du XVIe siècle. Et en 1681, le célèbre Mauriste Jean Mabillon fait entrer le manuscrit dans l’histoire littéraire en en insérant quelques parties dans son œuvre. Il le nomma, par ailleurs, Codex Phimarconensis, du nom de la femme qui le détenait alors et qui faisait partie de cette famille.
Mabillon a, en outre, soutenu la théorie controversée d’une précédente appartenance du manuscrit à l’église de Narbonne. En 1710, Bernard de Montfaucon, bibliothécaire de Saint-Germain-des-Prés, racheta le manuscrit à la famille Fimarcon, pour son abbaye. En 1796, les aléas de la Révolution amenèrent le manuscrit, ainsi que toute la bibliothèque de Saint-Germain-des-Prés à la Bibliothèque Nationale de France.

### Fragment de Saint-Pétersbourg
C’est en 1791, lorsque le manuscrit de Paris appartenait encore à Saint-Germain-des-Prés, qu’un des feuillets fut détaché du reste du manuscrit. Il fut récupéré et amené à Saint-Pétersbourg par le collectionneur russe Piotr Doubrovski. En 1805, le fragment fut acheté, de même que toute la collection de Piotr Doubrovski, par la Bibliothèque Publique Impériale qui se nomme aujourd’hui la Bibliothèque Nationale de Russie. Il fut reconnu comme appartenant au manuscrit de Paris par le paléographe allemand Ludwig Traube en 1903.

### Manuscrit de Genève
En 1530, l’humaniste Bellièvre fait une description d’une partie du manuscrit, présent à la cathédrale Saint-Jean de Lyon, dont faisait partie le manuscrit de Genève. Celle-ci mentionne pourtant un plus grand nombre de folios que ce qu’il nous reste aujourd’hui.
Puis, au XVIIe siècle, il appartient à la collection Petau, organisée par deux conseillers au Parlement de Paris, Paul Petau et son fils Alexandre Petau. Après leur mort, la collection, comptant encore 300 volumes, fut mise en vente.
En 1720, ce qui restait encore à vendre de la collection Petau (88 volumes) est acquis par le pasteur et théologien genevois, Ami Lullin. Nous avons le certificat d’authenticité, commandé par celui-ci, écrit en 1720 par Bernard de Montfaucon (1655-1741). En 1742, Ami Lullin devient membre de la direction de la Bibliothèque de l’académie de Genève et offre, pour son entrée, trois manuscrits précieux à la bibliothèque. Le manuscrit de Genève en fait partie.
Au milieu du XIXe siècle, l’érudit français Henri Bordier identifia le manuscrit comme faisant partie de l’ensemble primitif dont faisait aussi partie le manuscrit de Paris.

### Étude codicologique
- Francesco Bianchi, Paul Canart, Marco D’Agostino, Lucia Luccini, Sabina Magrini, Marilena Maniaci, Paola Orsatti, Marco Palma, Maddalena Signorini, « Une recherche sur les manuscrits à cahiers mixtes », dans Scriptorium. Revue internationale des études relatives aux manuscrits, Bruxelles, t. XLVIII (1994), p. 259-286 (par “cahiers mixtes” ^p, les auteurs désignent des cahiers composés systématiquement de parchemin et de papier), (voir Ms. lat. 16 de la BGE p. 281).
- Bernhard Bischoff, Katalog der festländischen Handschriften des neunten Jahrhunderts (mit Ausnahme der wisigotischen), Wiesbaden, tome I (1998) : Aachen-Lambach, p. 283, n° 1345a.
- David Ganz, "Texts and scripts in surviving manuscripts in the script of Luxeuil", in Ireland and Europe in the early Middle Ages : textes and transmission, Four Courts Press, 2003, pp. 186-202.
- E. A. Lowe, "A hand list of Half uncial manuscripts", in Miscellanea Francesco Ehrle, vol. 4: Paleografia e diplomatica, Rome, 1924, p. 34-62.
- Elias Avery Lowe, CLA Codices Latini Antiquiores. A paleographical guide to latin manuscripts prior to the 9th century, by , Oxford, t. V (1950), § 614, p. 28 (notice descriptive des folios de Paris), p. 59 (bibliographie) ; t. VII (1956), § 614, p. 15 (notice descriptive des folios de Genève), p. 56 (bibliographie).

### Études
- Henri Bordier, « Restitution d’un manuscrit du sixième siècle mi-parti entre Paris et Genève contenant des lettres et des sermons de saint Augustin », in Études paléographiques et historiques sur des papyrus du VIe siècle en partie inédits renfermant des homélies de saint Avit et des écrits de saint Augustin, Genève, 1866, pp. 107-154 (édition partielle p. 127-148; reproduction partielle du f. 19v du manuscrit de Paris et du f. 48v du manuscrit de Genève) ; (texte réédité dans Mémoires et documents publiés par la Société d’histoire et d’archéologie de Genève, Genève, t. XVI (1867), p. 82-126).
- Louis Holtz, « De l’Antiquité à l’époque carolingienne : la Bibliothèque de Florus de Lyon », in Manuscrits médiévaux : de l’usage au trésor, Bibliothèque Municipale de Lyon, 2002, pp.17-27
- Louis Holtz, « La minuscule marginale et interlinéaire de Florus de Lyon », dans Gli Autografi Medievali, problemi paleografici e filologici, Firenze, 1994 pp. 148-166.
- Charles Samaran, « “Codex Phimarconensis”. Sur l’histoire du manuscrit de saint Augustin sur papyrus », in Une longue vie d’érudit, Recueil d’études de Charles Samaran, Genève, 1978, p. 659-670.

### Paris
- Léopold Delisle, Le Cabinet des manuscrits de la Bibliothèque impériale, 4 vol., Paris, 1868-1891 (réimp. 1978).

### Saint-Pétersbourg
- Léopold Delisle, Ludwig Traube, « Un feuillet retrouvé du recueil écrit sur papyrus des lettres et sermons de saint Augustin », dans Bibliothèque de l’École des chartes, t. LXIV (1903), p. 453-480 (découverte du folio conservé à Saint-Pétersbourg appartenant aux folios conservés à Paris).

### Genève
- Hippolyte Aubert, Notices sur les manuscrits Petau conservés à la Bibliothèque de Genève (Fonds Ami Lullin), Paris, 1911 (tiré à part de la Bibliothèque de l’École des chartes, t. LXX, LXXI, LXXII (1909-1911), p. 11-16.
- Léonard Baulacre, « Dissertations concernant la Bibliothèque de Genève, ses manuscrits, ses livres rares et ses curiosités. Mars 1742 », dans Œuvres historiques et littéraires de Léonard Baulacre, ancien bibliothécaire de la République de Genève (1728 à 1756), recueillies et mises en ordre par Édouard Mallet, Publication de la Société d’histoire et d’archéologie de Genève, Genève, t. I (1857), p. 71-78.
- Bernard Gagnebin, Le cabinet des manuscrits de la Bibliothèque de Genève, dans Genava, Genève, nouvelle série, tome II (1954), p. 88.
- Sara Janner, Romain Jurot, Die handschriftliche Überlieferung der Werke des heiligen Augustinus, Vienne, t. IX/1 (2001), p. 139-235 (liste des sermons conservés dans les bibliothèques suisses); t. IX/2 (2001), p. 110-112 (Ms. lat. 16 de la BGE).

### Cambridge
- W. M. Lindsay, Notae latinae, Cambridge, 1915.
- Jayne Ringrose, Summary Catalogue of the Additional Medieval Manuscripts in Cambridge University Library acquired before 1940, Cambridge, 2009, pp. 112-115.

### Cambrai
- Catalogue général (des bibliothèques de France), Départements XVII ; XLI, pp. 21-24 ; LVII, pp. 169-172 ; LVIIIbis, pp. 1-92 (Index).
- A. Le Glay, Catalogue descriptif et raisonné des Manuscrits de la Bibliothèque de Cambrai, Cambrai, 1831, pp. 145-156 : Index, in Mémoires de la Société d’Émulation de Cambrai 12, 1830.